# Phyllonorycter armeniella
Phyllonorycter armeniella är en fjärilsart som först beskrevs av Kuznetzov 1958.  Phyllonorycter armeniella ingår i släktet guldmalar, och familjen styltmalar.
Artens utbredningsområde är:
- Armenien.
- Turkiet.

Inga underarter finns listade i Catalogue of Life.